# Ditazole
Ditazole là một chất chống viêm không steroid với hoạt tính giảm đau và hạ sốt tương tự như phenylbutazone. Nó cũng là một chất ức chế kết tập tiểu cầu được bán trên thị trường Tây Ban Nha và Bồ Đào Nha dưới tên thương mại Ageroplas.